# Iglesia de Santa Mónica (Sarrat)
La Iglesia parroquial de Santa Mónica es una iglesia de ladrillo rojo construido en estilo neoclásico. Fue construido en 1779 y fue originalmente conocida como la Iglesia de San Miguel. Junto a la iglesia del convento, que se conecta a la iglesia con una escalera de ladrillo elevada de 3 niveles, forma parte del complejo de la iglesia de Santa Mónica.
La iglesia parroquial de Santa Mónica es reconocida como la iglesia más grande de toda la provincia de Ilocos. Está situado en Brgy San Leandro (Población) en Sarrat, Ilocos Norte y se encuentra a 7 km al este de la ciudad de Laoag, en las Filipinas.